# Angela Farrell
Angela Farrell (ur. 1952 w Donegalu) – irlandzka wokalistka, reprezentantka Irlandii podczas Konkursu Piosenki Eurowizji w 1971 roku z utworem "One Day Love".

## Single
| Rok  | Tytuł                                  | Pozycja na liście |
| Rok  | Tytuł                                  | IRL               |
| ---- | -------------------------------------- | ----------------- |
| 1971 | "One Day Love"                         | 4                 |
| 1971 | "How Near Is Love"                     | 4                 |
| 1971 | "I Am"                                 | 9                 |
| 1971 | "Somewhere In The Shadow of My Dreams" | 9                 |
| 1972 | "Top of the World"                     | -                 |
| 1972 | "Dusty"                                | -                 |